# China National Petroleum Corporation
China National Petroleum Corporation (CNPC) (спрощені ієрогліфи: 中国石油天然气集团公司; традиційна китайська: 中國石油天然氣集團公司) — найбільша китайська національна нафто-газова корпорація, а також одна з найбільших у світі. Штаб-квартира розташована у Дунчені, Китай. У 2017 році була включена у рейтинг Fortune Global 500.

## Історія
У 1949 році уряд Китаю утворив «Міністерство паливної промисловості», а у січні 1952 р. було створено відділ міністерства палива для управління розвідкою та видобутком нафти, який називався "Головне бюро управління нафтопродуктами". У липні 1955 року на зміну міністерству паливної промисловості було створено нове міністерство, яке отримало назву Міністерства нафти. З 1955 по 1969 р. було виявлено приблизно 4 нафтових родовища у 4 районах Цінхай, Хейлунцзян, затоці Бохай та басейні Сунляо.
CNPC була створена 17 вересня 1988 року, коли уряд вирішив збудувати державну компанію, яка б займалася всіма нафтовими видами діяльності в Китаї і розпустити Міністерство нафти.
Міжнародні операції CNPC розпочалися в 1993 році. Дочірнє підприємство CNPC SAPET підписало контракт на надання послуг з урядом Перу для експлуатації блоку VII в басейні провінції Талара. Була створена компанія з виробництва нафтовидобувної промисловості Великого Нілу з Китайською національною корпорацією з нафти (CNPC), яка отримала 40 відсотків власності компанії.
У червні 1997 року компанія придбала 60,3% акцій казахстанської нафтової компанії Актобе, а в липні 1997 року CNPC виграла нафтовий контракт по розробці родовища Інтеркампо і родовища Східного Караколесу у Венесуелі.
У липні 1998 року уряд реструктуризував компанію, перевівши більшість своїх внутрішніх активів в окрему компанію — PetroChina.
У 2006 році 67% акцій було продано материнській компанії PetroChina.
У 2012 році дочірнє підприємство CNPC, Банк Куньлун, потрапив під санкції через його фінансові відносини з Корпусом вартових Ісламської революції та Quds Force.
У липні 2013 року CNPC та італійська Eni підписали угоду на суму 4,2 мільярда доларів на придбання 20% акцій на видобування газу в Мозамбіку.
У 2023 році НАЗК внесло компанію до переліку міжнародних спонсорів війни. Причиною стало те, що компанія продовжила роботу на ринку Росії після російського повномасштабного вторгнення в Україну.

## Аварії
23 грудня 2003 року сталася вибух газу на свердловині родовища ЛОЦЗ в провінції Чунцін. В результаті вибуху загинуло 243 людини, 2142 були госпіталізовані. 25 березня 2006 року на тому ж родовищі стався витік, було евакуйовано 15 тисяч осіб.
У 2005 році сталася серія вибухів на нафтохімічному заводі в Цзілінь, що призвело до 6 смертей, масової евакуації населення і забруднення річки Сунгарі.
20 січня 2006 року в результаті вибуху газопроводу в Сичуані загинуло 9 осіб, а близько 40 були травмовані.